# 布赖尼格贝格
布赖尼格贝格（德語：Breinigerberg，發音：[ˈbʁaɪnɪɡɐˌbɛʁk]）是德国北莱茵-威斯特法伦州亚琛城市区城市莱茵兰地区施托尔贝格的市辖区。